# No Angels
No Angels [ˈnoʊ ˈeɪndʒəlz] ist eine deutsche Girlgroup, die im Jahr 2000 aus der ersten deutschen Staffel der Castingshow Popstars hervorging. Die Gründungsmitglieder waren Nadja Benaissa, Lucy Diakovska, Sandy Mölling, Vanessa Petruo und Jessica Wahls.
2001 belegten die No Angels mit ihrer Debütsingle Daylight in Your Eyes und dem Album Elle’ments Platz eins der Single-, Airplay- und Albumcharts in Deutschland, Österreich und der Schweiz. Ende des Jahres 2003 löste sich die Gruppe auf. 2007 starteten sie ohne Petruo ein Comeback. Nach dem Ausstieg von Benaissa im September 2010 traten die No Angels bis zu ihrer Trennung im Jahr 2014 als Trio auf. Zum 20-jährigen Bandjubiläum veröffentlichten die No Angels im Juni 2021 ihr neues Album 20, das auf Platz eins der deutschen Albumcharts einstieg.
Mit über fünf Millionen verkauften Tonträgern, vier Nummer-eins-Hits in den deutschen Singlecharts und vier Nummer-eins-Alben in den deutschen Albumcharts ist die Gruppe bis heute die deutsche Girlgroup mit den meisten verkauften Tonträgern und die erfolgreichste Girlgroup Kontinentaleuropas. Die No Angels veröffentlichten 19 Singles, sechs Studio- sowie zwei Livealben, absolvierten vier Tourneen und wurden mit mehr als 20 Musikpreisen ausgezeichnet.

## Bandgeschichte

### 2000: Popstars
| Bandmitglied | Lied                       | Originalinterpret |
| ------------ | -------------------------- | ----------------- |
| Benaissa     | Hero                       | Mariah Carey      |
| Diakovska    | River Deep – Mountain High | Ike & Tina Turner |
| Mölling      | Bohemian Rhapsody          | Queen             |
| Petruo       | Ain’t No Sunshine          | Bill Withers      |
| Wahls        | Saving All My Love for You | Whitney Houston   |

Im September 2000 startete der private Fernsehsender RTL II mit der Ausstrahlung einer deutschen Version von Popstars. Auf der Suche nach einer Girlgroup bewarben sich über 4500 junge Frauen ab 18 Jahren, von denen nach einem ersten Vorsingen und anschließendem Recall insgesamt 32 Teilnehmerinnen nach Mallorca flogen, um dort an einem Workshop teilzunehmen. Während des einwöchigen Gesangs- und Tanztrainings unter der Leitung des Choreographen Detlef „D!“ Soost wurden die Teilnehmerinnen durch das Urteil der Jurymitglieder Simone Angel, Rainer Moslener und Mario M. Mendrzycki auf elf reduziert. Die verbliebenen Finalistinnen kehrten anschließend nach Deutschland zurück.
Im November 2000 erfuhren Benaissa, Diakovska, Mölling, Petruo und Wahls innerhalb einer Sonderausgabe des Formates, dass sie als Siegerinnen des Wettbewerbs Teil der endgültigen Formation werden. Wenig später bezog die Girlgroup ein Domizil in München und begann mit den Vorbereitungen auf ihre Karriere als Popstars, darunter Gesangs-, Tanz- und Performancetraining und Aufnahmen für das Debütalbum der Band. Parallel dazu richtete RTL II eine Umfrage für den Namen der Gruppe aus, wobei die Zuschauer für einen von drei Vorschlägen – Elle’ments, Champaign oder No Angels – stimmen konnten. Der Bandname wurde im Rahmen der Morningshow des Münchener Radiosenders Energy 93,3 bekanntgegeben. Später stellte sich heraus, dass der Name No Angels bereits zuvor festgelegt und die Abstimmung somit ohne Belang war. Viele Zuschauer fühlten sich betrogen; wegen der ohne Gegenleistung vertelefonierten Gebühren wurden von einzelnen Abstimmungsteilnehmern Betrugsklagen gegen Polydor angestrengt. In insgesamt 17 Folgen verfolgten im Durchschnitt 1,8 Millionen Fernsehzuschauer, wie aus Benaissa, Diakovska, Mölling, Petruo und Wahls die Popband No Angels wurde.

### 2001: Beginn des Erfolges
Als erste Single der No Angels war von ihrer Plattenfirma Cheyenne Records der Song Go Ahead and Take It geplant. Die Bandmitglieder setzten sich jedoch für den Song Daylight in Your Eyes als erste Single ein, die im Februar 2001 veröffentlicht wurde. Die kolumbianische Backgroundsängerin Victoria Faiella hatte dieses Lied schon zuvor aufgenommen und im Sommer 2000 veröffentlicht. Daylight in Your Eyes von den No Angels stieg auf Platz eins in die deutschen, schweizerischen, österreichischen, brasilianischen und in den Ländern Osteuropas zwischen Platz eins und Platz vier in die Single- und Airplaycharts ein und machte die Gruppe europaweit bekannt. In Frankreich erreichte die Single Platz 80 und im Vereinigten Königreich Platz 89. In Deutschland verkaufte sich die Single innerhalb von 24 Stunden 500.000 Mal und ist damit eine der am schnellsten verkauften Singles in der deutschen Musikgeschichte. Insgesamt wurde das Lied in Deutschland mit weit über einer Million abgesetzter Exemplare zur verkaufsstärksten Single des Jahres 2001. Mit der Single gewannen die No Angels einen Echo für die Beste nationale Single – Rock/Pop.
Im März 2001 erschien das Album Elle’ments. Es erreichte Platz eins in den deutschen, österreichischen und Schweizer Albumcharts, verkaufte sich in vier Wochen rund 600.000 Mal in Deutschland und belegte mit über 1,1 Millionen verkauften Exemplaren ebenfalls die Spitze der deutschen Jahrescharts. Das Album erhielt vier Gold- und drei Platinauszeichnungen und gilt bis heute als eine der erfolgreichsten Produktionen, die von einer deutschen Gruppe veröffentlicht wurde. Ende April erschien Rivers of Joy als zweite Single der No Angels. Sie erreichte die Top 10 in Deutschland und der Schweiz sowie Platz elf in Österreich. Nachdem die Gruppe bis Mitte 2001 bereits in ganz Europa Erfolge verbucht hatte, wurde Daylight in Your Eyes im Sommer 2001 auch auf dem nordamerikanischen Markt veröffentlicht. Das Musikvideo wurde – diesmal im sportlichen Look und nicht in sexy Outfits – unter der Regie von Stephen Scott im kanadischen Toronto neu gedreht, um der amerikanischen Zensur zu entgehen. In den USA erreichte die Single als Höchstplatzierung Platz 36 der US-Billboard-Charts. Aufgrund mäßiger Erfolgsaussichten wurde von weiteren Veröffentlichungen in den USA abgesehen.
Im August 2001 erschien mit dem Eurythmics-Cover There Must Be an Angel die dritte Single der No Angels. Sie platzierte sich sowohl in Deutschland als auch in Österreich an der Spitze der Singlecharts, in Brasilien auf Platz zwei und wurde mit einer Goldenen Schallplatte in Deutschland und der Schweiz ausgezeichnet. Im November 2001 wurde die Doppel-A-Single When the Angels Sing/Atlantis veröffentlicht. Bei Atlantis handelt es sich um eine Neuaufnahme des im Jahre 1969 erstmals erschienenen Titels gemeinsam mit dem Originalinterpreten Donovan. Der Song war Teil des Soundtracks zum Disney-Film Atlantis – Das Geheimnis der verlorenen Stadt. Die Single platzierte sich auf Platz fünf der deutschen Singlecharts und wurde für über 270.000 verkaufte Exemplare mit einer Goldenen Schallplatte ausgezeichnet.
Nach ihrer kurzen Disco-Tour durch Diskotheken verschiedener Städte in Deutschland und der Schweiz sowie einer Deutschlandtournee im Vorprogramm von DJ Bobo und Westlife traten die No Angels anschließend im Rahmen ihrer eigenen Rivers of Joy Tour von Oktober bis Dezember 2001 in mehr als 30 Städten innerhalb Deutschlands, Österreichs und der Schweiz auf. Die Band präsentierte die Songs ihres ersten Studioalbums. 2001 wurde die Band mehrfach ausgezeichnet, etwa mit dem Bambi, einem Comet, der 1Live Krone, dem Top-of-the-Pops-Award und dem Bravo Otto.

### 2002:Now … Us!
Im Januar 2002 spielten die No Angels ein Konzert im Kosovo für die Bundeswehr. Im Mai erschien Something About Us als erste Single aus dem zweiten Studioalbum Now … Us!. Nachdem ihre Plattenfirma zunächst das Lied 2 Get Over U gemeinsam mit der britischen Band Hear’Say als neue Single vorgesehen hatte, erwirkten die fünf Bandmitglieder unter Androhung der Trennung die Veröffentlichung von Something About Us. Der von dem Bandmitglied Vanessa Petruo mitgeschriebene Song befasst sich mit einer Reihe von Vorurteilen und Gerüchten, die im Jahr zuvor über die No Angels publiziert worden waren und in dem mit einem Echo ausgezeichneten Musikvideo parodistisch umgesetzt wurden. Die Band erreichte damit innerhalb von 14 Monaten zum dritten Mal die Spitze der Charts in Deutschland und Österreich.
Das Album Now … Us! wurde im Juni 2002 veröffentlicht. Für das Album beanspruchten alle Gruppenmitglieder Mitspracherecht beim Songwriting. So befinden sich auf dem Album, neben der von Petruo geschriebenen Single vier weitere Titel, die von den anderen Bandmitgliedern geschrieben wurden. Auf dem Album präsentierten sich die No Angels durch Elemente aus Soul und Rhythm and Blues musikalisch reifer als auf ihrem Debütalbum. Sie traten auch mit einem neuen Image in veränderten Outfits und mit Backgroundtänzern auf. Das Album setzte sich an die Spitze der deutschen Albumcharts und verkaufte sich bis Ende des Jahres 2002 mehr als 800.000 Mal. Mit der Ballade Still in Love with You gelang ihnen mit Platz zwei ein weiterer Top-5-Hit in den Single- und Radiocharts. Der von Mousse T. produzierte Remix von Let’s Go to Bed erreichte Platz zwölf in den Singlecharts und die Top 10 der Dancefloorcharts, nachdem unter dem Pseudonym NoA Progressive-House-Remixe von Let’s Go to Bed auf Schallplatte veröffentlicht worden waren.
Nach dem im Oktober 2002 aufgeführten Exklusivkonzert im Berliner Tränenpalast in der Friedrichstraße erschien im November 2002 das von Till Brönner produzierte Livealbum When the Angels Swing, eine Sammlung neuer und neu arrangierter Songs der Band in Swing-Arrangements. Die Alison-Moyet-Coverversion All Cried Out wurde als Single sowohl in einer Swing- als auch in einer Popversion veröffentlicht und erreicht die Top 20 der deutschen Singlecharts. Das Konzert wurde später auf DVD herausgebracht und mit einer Goldenen Schallplatte ausgezeichnet sowie in der Sendereihe ZDF in concert im Fernsehen ausgestrahlt.
Im November und Dezember 2002 reisten die No Angels innerhalb ihrer Four Seasons Tour erneut durch Deutschland, Österreich und die Schweiz. Im Fokus der Tour standen die Songs ihres zweiten Albums. Im Anschluss an die Tour verließ Jessica Wahls die Gruppe in eine ursprünglich für sechs Monate geplante Babypause. Nach der Geburt ihrer Tochter im März 2003 teilte die Plattenfirma mit, dass die Sängerin zugunsten ihres Kindes und einer Karriere als Solointerpretin zunächst nicht zurückkehren und die Band als Quartett weitermachen werde. Erst im Frühjahr 2021 wurde bekannt, dass nicht Wahls, sondern das damalige Management wegen Bedenken hinsichtlich einer weiteren Mutter neben Benaissa innerhalb der Gruppe ihren Ausstieg gefordert hatte.

### 2003:Pureund Auflösung der Gruppe
Im Februar 2003 positionierten sich die vier verbliebenen Mitglieder Benaissa, Diakovska, Mölling und Petruo öffentlich gegen den Irakkrieg, indem sie in T-Shirts mit dem Aufdruck No War auf der Echoverleihung 2003 erschienen. Im Folgemonat gaben die No Angels unter dem Titel Acoustic Angels – No Angels in the Club ein Unplugged-Konzert im Münchner Club P1. Ausschließlich begleitet von Akustikgitarre, Schlagzeug und Bass präsentierte die Band, neben bekannten Songs ihrer bisherigen zwei Studioalbum, auch die drei neuen Songs Someday, No Angel (It’s All in Your Mind) und Washes Over Me aus ihrem dritten Studioalbum Pure. Eine Aufzeichnung des Konzertes wurde im April 2003 von MTV unter dem Titel No Angels Live ausgestrahlt. Im selben Monat gelang es der Gruppe mit dem Song No Angel (It’s All in Your Mind) ihre vierte Nummer eins in den deutschen Singlecharts zu platzieren. Die Single Someday erreichte im Juli 2003 die Top fünf der Singlecharts.
Pure entstand unter führender Regie der beiden Produzenten Thorsten Brötzmann und Peter Ries und wurde von der Gruppe in weiten Teilen getrennt voneinander aufgenommen. Im Vorfeld der Aufnahmen hatte die Band abermals den Plänen ihrer Plattenfirma Cheyenne Records getrotzt und verlangt, sich verstärkt selbst um die Auswahl passender und auf sie zugeschnittener Songs kümmern zu dürfen. Darüber hinaus steuerten die Mitglieder erneut eigene Lieder für das Album bei. Nach Veröffentlichung im August 2003 erreichte Pure als drittes Album der No Angels Platz eins der deutschen Albumcharts; für über 100.000 verkaufte Exemplare erhielten die No Angels eine goldene Schallplatte. Kritiker loben neben der „Stimmgewalt“ der Band vor allem die Balladen des Albums. Parallel zur Albumveröffentlichung begann der Vorverkauf zur Pure Acoustic Tour, die sie 2004 mit 22 Terminen erneut durch Deutschland, Österreich und die Schweiz führen sollte.
Anfang September 2003 wurde die dritte Single des Albums, Feelgood Lies, veröffentlicht. Der Song erreichte Platz drei der deutschen Singlecharts. Kurz nach Veröffentlichung der Single gaben die No Angels bekannt, die Gruppe wegen körperlicher Erschöpfung mehrerer Mitglieder am Ende des Jahres 2003 auf unbestimmte Zeit aufzulösen. Die geplante Tour wurde infolgedessen abgesagt. Mit Reason, einer Neuaufnahme eines bereits auf ihrem ersten Studioalbum veröffentlichten Titels aus dem Jahr 2001, wurde im November 2003 eine Abschiedssingle veröffentlicht. Im Rahmen der Veröffentlichung von Reason und des Best-of-Albums The Best of No Angels kehrte auch Wahls erneut zur Gruppe zurück. The Best of No Angels erreichte Platz fünf in Deutschland und wurde mit einer goldenen Schallplatte für über 100.000 verkaufte Exemplare ausgezeichnet. Zur gleichen Zeit erschien die Single Do They Know It’s Christmas?, ein Cover des Band-Aid-Songs der No Angels gemeinsam mit weiteren durch Castingshows bekannter Bands und Sänger im Rahmen des Projektes TV Allstars. Die Single wurde ebenfalls mit Gold für insgesamt 250.000 verkaufte Exemplare ausgezeichnet.
Nach einigen letzten Auftritten in verschiedenen Fernsehshows, z. B. Wetten, dass..?, der Moderation der Bambi-Verleihung 2003 und ihrem offiziellen Abschiedskonzert in der Münchener Olympiahalle Ende November 2003 sowie einer von einem Mobilfunkanbieter gesponserten letzten Show wenige Tage später im Dezember in der Düsseldorfer Nachtresidenz gingen die No Angels getrennte Wege. Im Juli 2004 erschien das Livealbum Acoustic Angels, das bei dem Konzert der No Angels im Frühjahr 2003 in München aufgezeichnet wurde.

### 2007: Comeback mitDestiny
Nachdem sich die Bandmitglieder auf Initiative von Diakovska Anfang 2006 wiedergetroffen und für eine Reunion der No Angels ausgesprochen hatten, begannen im Frühjahr 2006 im Geheimen die Vorbereitungen auf das Comeback der Band. Während Bandmitglied Wahls als Mitglied zur Gruppe zurückkehrte, entschied Petruo sich zu Gunsten ihrer Solokarriere gegen eine Wiedervereinigung als Quintett. Gerüchte um Konflikte zwischen Petruo und den anderen Bandmitgliedern wiesen die No Angels zurück. Das Angebot von Popstars-Produzent Holger Roost-Macias, die im Jahr 2000 unter Tresor TV und Cheyenne Records begonnene Zusammenarbeit mit der Gruppe fortzuführen, lehnten Benaissa, Diakovska, Mölling und Wahls ab. Stattdessen erwarb die wiedervereinte Band die bei ihm verbliebenen Namensrechte und unterzeichnete einen Künstlervertrag mit der Domestic Division von Universal Music Deutschland.
Am 31. Januar 2007 verkündete die Gruppe im Rahmen einer in München abgehaltenen Pressekonferenz ihre Wiedervereinigung. Der erste Auftritt fand im März 2007 bei der Echoverleihung statt, wo die No Angels ihre Comebacksingle Goodbye to Yesterday präsentierten. Die Single platzierte sich auf Platz vier der deutschen Singlecharts, ferner auf Platz 21 in Österreich und auf Platz 16 in der Schweiz. Das vierte Studioalbum Destiny wurde von den No Angels im Januar und Februar 2007 in Köln und Stockholm eingesungen. Obwohl alle vier Bandmitglieder unabhängig voneinander eigene Songs für das Album geschrieben haben, entschieden sie sich zugunsten eines stilistisch zusammenpassenden Albums gegen die Aufnahme selbstgeschriebener Songs. Für die Produktion zeigte sich ein internationales Team aus alten und neuen Wegbegleitern verantwortlich, darunter Max Martin, Roland Spremberg und Thorsten Brötzmann. Kritiker fanden besonders für den Gesang der Gruppenmitglieder Lob, der sich seit der Trennung der Band im Jahr 2003 weiterentwickelt habe. Nach Erscheinen im April 2007 konnte sich das Album auf Platz vier der deutschen Albumcharts platzieren und innerhalb eines Monats mehr als 30.000 Mal verkaufen. In Österreich erreichte das Album Platz 14 und in der Schweiz Platz 22.
Die im Juni 2007 veröffentlichte Single Maybe schaffte es als erste Single der Gruppe nicht in die Top 30 der deutschen Singlecharts. Die gegenüber den Anfangsjahren als vergleichsweise gering empfundenen Verkaufszahlen wurden nicht nur bei der Plattenfirma Universal Music, sondern auch in den Medien als Misserfolg wahrgenommen. Darauf folgende Diskussionen der Bandmitglieder mit ihrer Plattenfirma offenbarten unterschiedliche Vorstellungen über die Vermarktung und weitere musikalische Ausrichtung der No Angels. In der Folge kam es innerhalb der Gruppe zu Verunsicherung und Fehlentscheidungen. Im Oktober 2007 wurde Amaze Me als Doppel-A-Single mit Teardrops, einem neu eingesungenen Cover des US-amerikanischen Pop-Duos Womack & Womack aus dem Jahre 1988, veröffentlicht. Die Single platzierte sich auf Platz 25 der deutschen Singlecharts, erreichte in Polen Platz 34, verpasste jedoch den Einstieg in die Singlecharts in Österreich und der Schweiz. Ende 2007 sang die Band den Titelsong Life Is a Miracle für den Soundtrack zum Zeichentrickfilm Kleiner Dodo ein, der im Januar 2008 in die Kinos kam. Noch im gleichen Jahr wurden die No Angels mit dem Bayerischen Musiklöwen für das Comeback des Jahres und bei den AOL Awards als Stars of the Night ausgezeichnet.

### 2008: Eurovision Song Contest

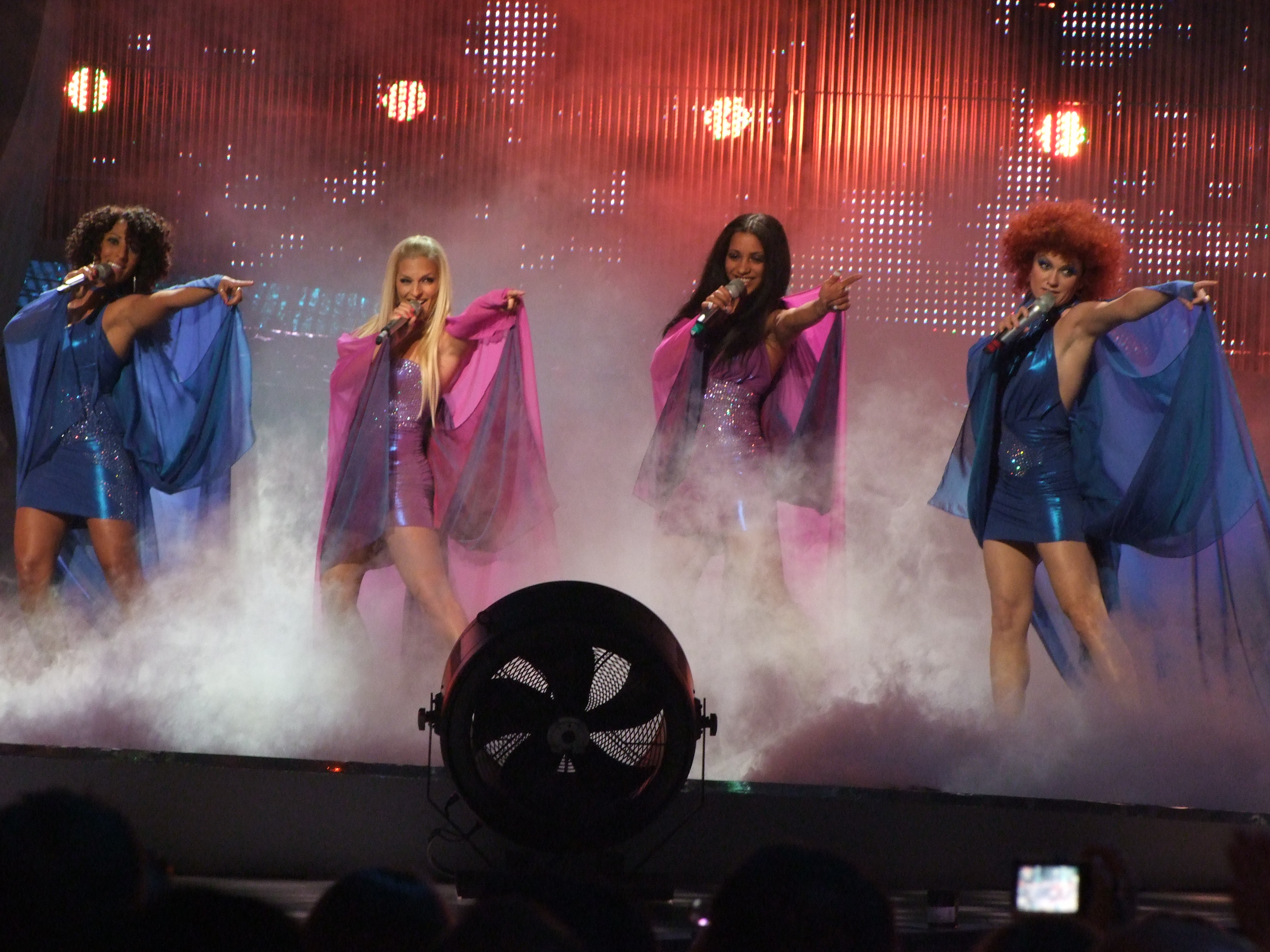
No Angels, 2008

Nachdem der kommerzielle Erfolg der No Angels hinter den Erwartungen von Universal Music zurückgeblieben war, entschied sich die Plattenfirma Ende 2007 dazu, die Aufnahmen für ein weiteres Studioalbum der No Angels davon abhängig zu machen, ob die Band zusagen würde, medienwirksam ein fünftes Mitglied für die Band zu suchen oder an der Vorentscheidung zum Eurovision Song Contest 2008 teilzunehmen, was die Band im Jahr zuvor noch abgelehnt hatte. Obwohl eine Teilnahme an dem Musikwettbewerb innerhalb der Gruppe auf gemischte Resonanz stieß, entschlossen sich die Bandmitglieder zugunsten der weiteren Zusammenarbeit mit Universal Music für die Teilnahme. Hierzu wählte die Gruppe den Song Disappear aus, der Ende Februar 2008 als Single erschien. Das Lied erreichte Platz vier der deutschen Singlecharts sowie die Top 40 in Österreich und Bulgarien. Noch im selben Jahr wurde Disappear als Bester Song National des Jahres 2008 mit dem Szenepreis, dem größten schwul-lesbischen Medienpreis Deutschlands, ausgezeichnet.
Im März 2008 gelang es den No Angels, sich mit Disappear beim Deutschen Vorentscheid zum Eurovision Song Contest, der 2008 unter dem Titel Wer singt für Deutschland? ausgetragen wurde, gegen ihre Konkurrenten Carolin Fortenbacher, Tommy Reeve, Marquess und Cinema Bizarre durchsetzen. Mit 50,5 % der rund eine Million abgegebenen Stimmen landeten sie in der letzten Abstimmungsrunde auf dem ersten Platz des Zuschauer-Rankings und qualifizierten sich damit als Teilnehmer des Eurovision Song Contest 2008. Kurz nach ihrem Sieg beim Vorentscheid machten Plagiatsvorwürfe die Runde, wonach Disappear Ähnlichkeiten mit dem von der SSDSDSSWEMUGABRTLAD-Kandidatin Steffi List aufgenommenen Lied Break the Silence aufweisen sollte. Das Ergebnis einer daraufhin vom austragenden NDR in Auftrag gegebenen Prüfung widerlegte dies. Ende März 2008 erschien Disappear und weitere bislang unveröffentlichte Lieder auf Destiny Reloaded, einer Wiederveröffentlichung des im Vorjahr erschienenen Albums Destiny, das erneut die deutschen Albumcharts erreichte. Ferner erschien mit Very Best of No Angels ein Best-Of-Album, das mit Ausnahme von Deutschland, Österreich und der Schweiz europaweit zur Promotion der No Angels veröffentlicht wurde.
Da Deutschland als einer der größten Beitragszahler der Europäischen Rundfunkunion auch im Jahr 2008 neben Frankreich, Italien, Spanien und dem Vereinigten Königreich zu den Big Five-Ländern zählte, war die Band nicht gezwungen, an den Semi-Finalrunden des 53. Eurovision Song Contest in Belgrad teilzunehmen, sondern war direkt für das Finale am 24. Mai 2008 qualifiziert. Bei der Ankunft in Belgrad erkrankte Bandmitglied Wahls. In der Folge konnte sie nur an einer einzigen Probe teilnehmen und befand sich während ihres restlichen Aufenthalts bis zum Finaltag in Quarantäne. Beim Finalauftritt gingen die No Angels als vierter von insgesamt 25 Acts an den Start. Anders als beim Vorentscheid kamen LED-Projektionen, Pyrotechnik sowie geänderte Outfits zum Einsatz. Beim anschließenden Televoting konnte die Gruppe 14 Punkte erzielen und platzierte sich damit im hinteren Fünftel. In den deutschsprachigen Medien wurden der Auftritt und das Abschneiden der Band überwiegend negativ bewertet. Auch die Band beurteilte ihre Performance retrospektiv kritisch, übte jedoch auch Kritik an der Tontechnik während der Veranstaltung.

### 2009–2014:Welcome to the Danceund erneute Auflösung
Im Sommer 2008 unterzeichneten die No Angels einen Bandübernahmevertrag mit Musikmanager Khalid Schröder, der Studioarbeiten mit US-amerikanischen Produzenten, u. a. Nasri Atweh, Adam Messinger und Aaron Pearce für das neue Album der No Angels organisierte. Im Juli 2008 entstanden so die ersten Aufnahmen zu ihrem fünften Studioalbum Welcome to the Dance, das in weiten Teilen zwischen November 2008 und März 2009 in Los Angeles, New York City, Berlin und Rastede aufgenommen wurde und anders als frühere Alben mit größerem künstlerischem Input der Band entstand. Nachdem die Bandmitglieder zuvor bereits einzeln Songs für die Gruppe geschrieben hatten, schrieben und komponierten sie erstmals gemeinsam Lieder – darunter auch die erste Singleauskopplung One Life. Die Veröffentlichung der Single, die den Szenepreis als Bester Song National des Jahres 2009 erhielt, wurde mehrfach verschoben, nachdem Benaissa im April 2009 wegen des Verdachts der gefährlichen Körperverletzung verhaftet und ihre bis dahin öffentlich nicht thematisierte HIV-Infektion von der Staatsanwaltschaft publik gemacht worden war. Nach der Veröffentlichung der Single im August 2009 erreichte One Life Platz 15 der deutschen Singlecharts und hielt sich dort acht Wochen. Ebenfalls im August veröffentlichte die Plattenfirma der No Angels den Albumsong Welcome to the Dance in einem Deep-House-Remix von Eddie Thoneick europaweit auf Schallplatte. Die Veröffentlichung erfolgte unter dem Pseudonym N.A. und nicht unter dem vollen Bandnamen.
Im September wurde das Studioalbum Welcome to the Dance veröffentlicht. Die Werbekampagne zum Album wurde überschattet von Benaissas Verhaftung. Die aus dem nachfolgenden Strafprozess resultierenden Schlagzeilen, die das seit dem Eurovision Song Contest angeschlagene Bandimage weiter beschädigten, sorgten dafür, dass zahlreiche Werbepartner die Zusammenarbeit beendeten. So zog unter anderem der Lebensmittelhändler Rewe eine von den No Angels neu eingesungene Version seines Jingles A Little Better Everyday zurück und sagte ferner die Teilnahme der Band an seinen Rewe-Family-Festen ab. Das Album stieg in der ersten Woche auf Platz 26 der deutschen Albumcharts ein und fiel bereits nach zwei Wochen wieder aus den Charts.
Im Mai 2010 absolvierte die Gruppe die Akustik-Tour An Intimate Evening with... No Angels, die sie durch fünf deutsche Städte führte. Benaissa sagte ihre Teilnahme an der Tour vier Tage vor Tourneestart aus gesundheitlichen Gründen ab. Die letzten Auftritte kurz vor Beginn der Tour absolvierten die No Angels bereits als Trio ohne Benaissa. Trotz des Fehlens von Benaissa fanden die Konzerte plangemäß statt. Kurzfristig wurden die Songs für die Tour neu arrangiert. Dafür wurde Collin Rich, Sänger der Band Kool & the Gang engagiert. Er übernahm einige Gesangparts von Benaissa. Im Juni 2010 wurde One Life für das Tennisturnier Gerry-Weber-Open in Halle/Westfalen als Turniersong des Jahres 2010 ausgewählt. Beim Turnier traten die No Angels ebenfalls als Trio mit dem Song auf. Es folgten weitere Auftritte ohne Benaissa, die im August 2010 nach Abschluss ihres Strafverfahrens ihren Ausstieg aus der Band bekannt gab.
Im Februar 2011 nahmen die verbliebenen Bandmitglieder Diakovska, Mölling und Wahls zwei neue Songs auf, die jedoch nicht veröffentlicht wurden. Stattdessen begannen die drei Bandmitglieder sich wieder auf ihre Solokarrieren zu konzentrieren. Nachdem sich das Trio dazu entschieden hatte, keine weiteren Termine als Band mehr anzunehmen, traten sie nachfolgend nur noch selten gemeinsam auf. So fanden Diakovska, Mölling und Wahls unter anderem im Dezember 2011 für einen Auftritt bei einer Aids-Gala in Hannover sowie im März 2013 im Rahmen einer Jubiläumssendung zum 20-jährigen Bestehen des Senders RTL II wieder zusammen. Die erneute Auflösung der Band bestätigte Diakovska erstmals in einem Interview mit der Zeitschrift Bunte im Juni 2014, in welchem sie ebenfalls äußerte, dass keine weiteren Wiedervereinigungen geplant seien. Auch Mölling bestätigte im November 2014 in einem Interview mit der Aachener Zeitung, dass kein Comeback geplant sei und sie mit dem Thema No Angels abgeschlossen habe. Im Jahr 2015 besuchten Diakovska, Mölling und Wahls gemeinsam die 50. Verleihung der Goldenen Kamera in Hamburg.

### 2021–2022: Neuauflage zum zwanzigjährigen Jubiläum

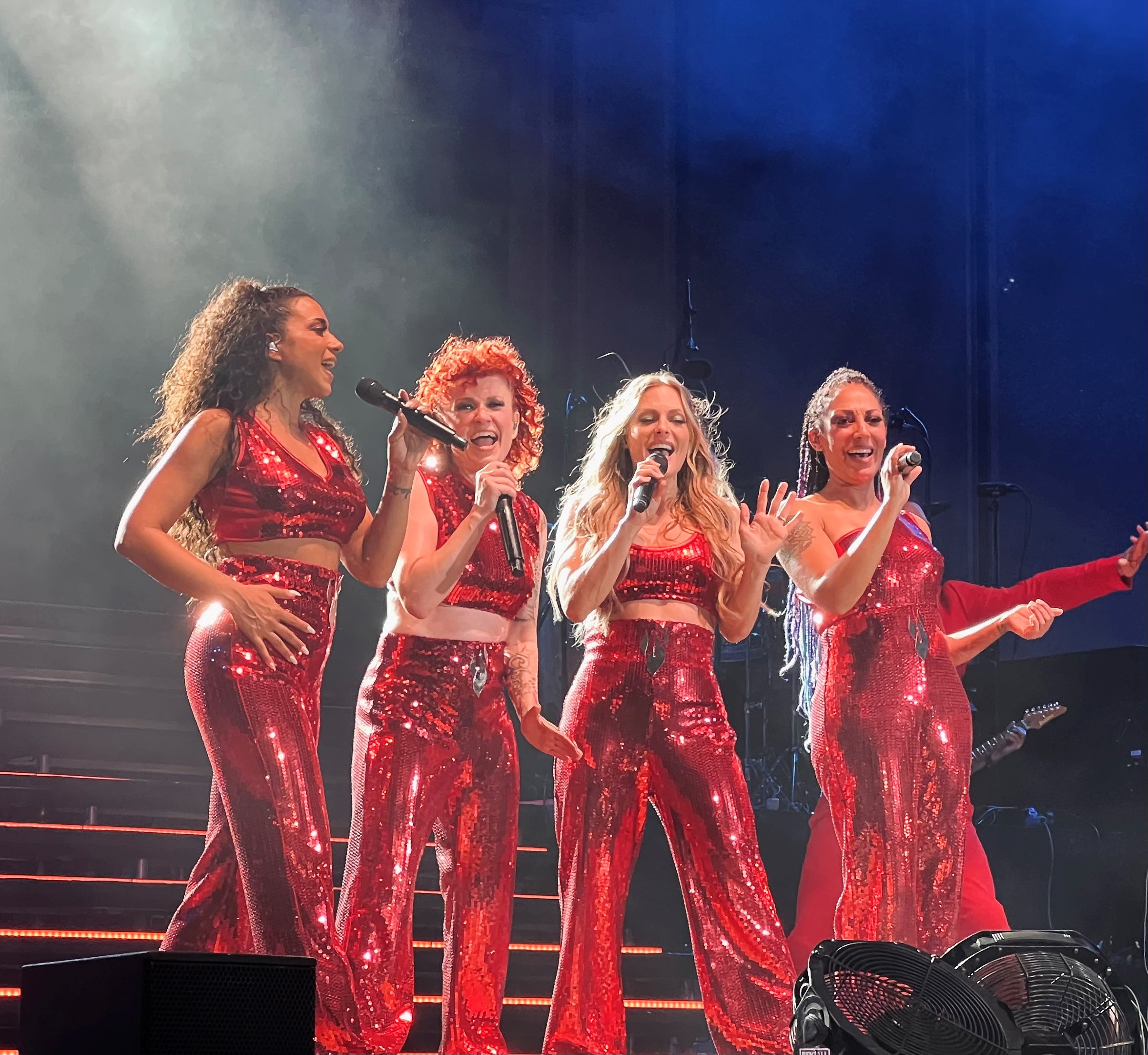
Die No Angels während ihres Jubiläums-Konzerts in der Berliner Parkbühne Wuhlheide, (2022)

Nach dem Tod von Diakovskas Mutter zu Beginn des Jahres 2020 traten Benaissa, Diakovska, Mölling und Wahls nach einigen Jahren wieder in Kontakt, in dessen Folge erste Überlegungen anlässlich des 20-jährigen Jubiläums der No Angels stattfanden. Im gleichen Jahr erwarb BMG Rights Management die Masteraufnahmen ihrer ehemaligen Plattenfirma Cheyenne Records und machte Ende November 2020 erstmals alle in den Jahren 2001 bis 2003 entstandenen Aufnahmen der Band auf Streamingdiensten verfügbar. Die daraus resultierende hohe virale Aufmerksamkeit bestärkte die Gruppe in ihren Plänen, die Band zum Jubiläum als Quartett aufleben zu lassen, nachdem Petruo bereits 2014 ihren Wunsch geäußert hatte, nicht mehr öffentlich auftreten zu wollen. Um im Vergleich zum Beginn ihrer Karriere stärker auf die eigene physische und psychische Gesundheit zu achten, entschieden sich die No Angels für einen Wechsel zwischen intensiven Wochen und Monaten mit den No Angels und dazwischenliegenden Pausen, die für eigene Karrieren und Erholung genutzt werden. Darüber hinaus entschieden sie sich, keine Aufträge anzunehmen, die Frauen im Vergleich zu Männern finanziell benachteiligen.
Im Februar 2021 – 20 Jahre nach der Veröffentlichung von Daylight in Your Eyes – veröffentlichten die No Angels den Song in einer Celebration Version neu. Die neu eingesungene Fassung erreichte in der Veröffentlichungswoche Platz sechs in den deutschen Downloadcharts. In den offiziellen deutschen Singlecharts gelang nach 20 Jahren der Wiedereinstieg auf Platz 74. Im Februar gaben die No Angels mit einem Auftritt in der ARD-Show Schlagerchampions – Das große Fest der Besten ihr gemeinsames Bühnen-Comeback. Im März 2021 wurde bekannt gegeben, dass die Band einen Plattenvertrag mit BMG Rights Management unterzeichnet und mit Produzent Christian Geller die Arbeiten an ihrem Jubiläumsalbum 20 begonnen habe. Im April 2021 traten sie als Gastmoderatorinnen bei der Spielshow Joko & Klaas gegen ProSieben auf. Das aus neuen Versionen alter Songs aus den Jahren 2001 bis 2003 sowie vier neuen Songs – zwei davon von Bandmitglied Mölling mitgeschrieben – bestehende Jubiläumsalbum wurde aufgrund der Reiserestriktionen der COVID-19-Pandemie in Gellers Studio in Andernach, in Los Angeles und Bulgarien aufgenommen. Ein Umstand, den Geller aufgrund des Vorhabens, alle Entscheidungen während der Albumaufnahmen in gemeinsamer Abstimmung treffen zu wollen, als „abenteuerlich“ bezeichnete. Nach Veröffentlichung im Juni 2021 erreichten die No Angels mit 20 – 18 Jahre nach ihrem letzten Nummer-1-Album – zum vierten Mal Platz eins der deutschen Albumcharts. Das Album konnte sich auch an der Spitze der offiziellen Downloadcharts sowie auf Platz elf der deutschen Vinyl-Charts platzieren und erreichte Platz zwei in Österreich und Platz sechs in der Schweiz. Kritiker lobten die zeitgemäße, moderne Produktion und die Stimmen der vier Bandmitglieder. Parallel zum Album erschien die Celebration Version von Still in Love with You als weitere Single. Im dazugehörigen Videoclip ist Bandmitglied Diakovska erstmals in der Geschichte der Band in lasziven Tanz- und Liebesszenen mit einer Frau zu sehen. Das L-Mag kürte den Clip daraufhin als eines der zehn besten queeren Videos von lesbischen und bisexuellen Künstlerinnen des Jahres 2021. Im August schien der Song Mad Wild in einem Radiomix als Radiosingle. Es folgte When the Angels Sing in einer Winter Version im November 2021.
2021 wurden die No Angels beim Preis für Popkultur mit einem Award in der Kategorie Lifetime Achievement ausgezeichnet. Die Wiedereinführung der No Angels in den Musikmarkt durch den Medienkonzern Bertelsmann im Rahmen dessen Content Alliance gilt branchenintern als erfolgreiches Beispiel von Catalogue-, Content- und Community-Marketing. In der ZDFinfo-Dokumentation This is Spotify - Songs und Stars auf Abruf wurde am Beispiel der No Angels gezeigt, wie Musiker durch die Plattform ein erfolgreiches Comeback feiern können.
Im April 2022 spielten die No Angels ihr erstes Konzert nach zwölf Jahren vor 13.000 Besuchern in Samnaun. Dabei trugen sie zur Solidarität mit Frauen, die an Brustkrebs erkrankt sind, die Rosa Schleife. Mitte Juni spielten die No Angels unter dem Titel Celebration Live – Eine Sommernacht in Berlin in der Parkbühne Wuhlheide ihr Jubiläumskonzert, das gleichzeitig ihr größtes eigenes Konzert vor 17.000 Menschen war. Da die Golden-Circle-Plätze und Stehplätze innerhalb weniger Minuten ausverkauft waren, fand im September und Oktober 2022 die Celebration Tour statt, die die Band durch neun Städte in Deutschland führte. Nach dem ausverkauften Abschlusskonzert der Celebration Tour im Kölner Palladium Mitte Oktober schlossen die No Angels bei der McDonald’s Benefizgala 2022 mit einem letzten Konzert die Feierlichkeiten des 20-jährigen Jubiläums der Band ab. Ein Ende der No Angels wurde nicht verkündet und zukünftige Auftritte als No Angels in Aussicht gestellt.

### 2024–2025: Arbeiten an neuem Studioalbum und Konzertsommer
Am internationalen Frauentag am 8. März 2023 spielten die No Angels als Special Guest auf dem jährlichen Nur für Frauen-Konzert der deutschen Hip-Hop-Formation K.I.Z in der Berliner Mercedes-Benz Arena. Alle 17.000 Tickets waren innerhalb von 24 Stunden ausverkauft. Neben eigenen Songs sangen die No Angels gemeinsam mit K.I.Z einen unveröffentlichten Song, der ein Sample von Ladies Night von Kool & the Gang enthielt. Das Magazin Der Spiegel schrieb in seiner Konzertkritik, die No Angels „liefern insgesamt einen sehr kraftvollen und authentischen Auftritt ab, der bekreischt wird, als wäre es 2001.“ Im Juli gaben die No Angels nach einem Konzert in Luxemburg ihr einziges Open-Air-Konzert in Deutschland vor 5000 Besuchern in der Autostadt Wolfsburg. Ende Juli wurde ihr Jubiläumskonzert in der Berliner Wuhlheide Celebration Live – Eine Sommernacht in Berlin als „beeindruckendste Liveshow“ für den Preis für Popkultur nominiert.
Im Frühjahr 2024 verkündete Diakovska in einem Interview beim NDR, dass die Band im Sommer erneut ins Studio geht und neue Songs aufnehmen wird. Mölling gab daraufhin im Juli 2024 bekannt, dass die No Angels mit dem Produzenten Christian Geller an einem neuen Album arbeiten, dessen Veröffentlichung für das Jahr 2025 geplant ist.
Im Sommer 2025 geben die No Angels unter dem Motto Still In Love With You eigene Konzerte sowie Auftritte auf Festivals. Im Rahmen dieser traten sie Ende Juni 2025 auf dem Donauinselfest in Wien vor über 80.000 Menschen und auf dem Rainbowfestival in Köln vor über 22.000 Menschen auf.

## Stil

### Image und öffentliche Wahrnehmung
Die Einführung der No Angels in die Musiklandschaft wurde strategisch geplant und umgesetzt. So wurde die Band zunächst als die deutsche Variante der Spice Girls vermarktet. Das entsprechende Image sah vor, jedem Bandmitglied ein Element zuzuordnen: Benaissa symbolisierte Luft, Diakovska verkörperte Feuer, Mölling erhielt das Element Wasser, Petruo wurde das Elemente Erde zugeteilt und Wahls symbolisierte das erfundene Element Spirit. Die Unterscheidung der Bandmitglieder war essentiell, um der vorrangig anvisierten Zielgruppe der weiblichen Kinder und Jugendlichen ein möglichst breites Angebot an Vorbildern und Identifikationsfiguren bieten zu können. Während die erste Single Daylight In Your Eyes und das Album Elle’ments auf der Grundlage dieses Konzeptes realisiert wurden, trat die Anbindung der Bandmitglieder an ihre Elemente bereits ab der zweiten Single Rivers of Joy in den Hintergrund.
Im ersten Jahr ihres Bestehens wurden die No Angels als Retortenband, Produkt und Marionetten bezeichnet, ihnen wurde mangelndes Talent vorgeworfen und es wurde ihnen unterstellt, ihr Erfolg läge am medialen Hype und nicht an der Qualität ihrer Musik und ihrer musikalischen Begabung. Selbst die Plattenfirma der No Angels rechnete damit, dass die Band nach einem Nummer-eins-Hit keinen weiteren Erfolg haben würde.
Ab dem zweiten Album Now … Us! hatten sich die Bandmitglieder zum Ziel gesetzt, die No Angels als ernstzunehmenden Pop-Act in Deutschland für eine breitere Zielgruppe zu etablieren und die Vorurteile, mit denen sie konfrontiert waren, zu entkräften. Die Bandmitglieder schrieben selbst an Songs für das zweite Studioalbum mit. Ihr Gesangstalent bewiesen sie mit zahlreichen A-Capella- und Live-Auftritten. Die Rhein-Zeitung kommentierte die Konzerte ihrer Tour mit den Worten „erstaunlich erwachsen – und erstaunlich gut“. Parallel dazu wurde eine breitere Zielgruppe durch die Aufnahme des Livealbums When The Angels Swing und der damit einhergehenden Präsentation der eigenen Songs in Swing-Arrangements angesprochen. Das Image der No Angels wurde durch das dritte Studioalbum Pure gefestigt. Erneut schrieben die Bandmitglieder eigene Songs und waren am Produktionsprozess des Albums beteiligt. Die Videos, Auftritte und das gesamte Erscheinungsbild der No Angels wurden zunehmend opulenter und waren charakterisiert durch eine moderne Ästhetik. Nach dem Comeback 2007 schlossen die No Angels mit ihrem Image nahtlos an die Zeit vor der Trennung an. Im Fokus standen komplexe Harmoniegesänge und bei Auftritten wurden sie von einer eigenen Band begleitet. Im Laufe der Bandgeschichte schafften es die No Angels, sich als ernstzunehmender Pop-Act mit einem eigenen Profil und Substanz in Deutschland zu etablieren.
Im Jahr 2018 waren die No Angels Teil der Sonderausstellung 90 Jahre Popmusik in Deutschland des Museums für Kommunikation Berlin, in der Künstler mit Bedeutung für die deutsche Popgeschichte aufgenommen wurden. Ebenfalls sind die No Angels im Deutschen Museum für Schwarze Unterhaltung und Black Music als Band geführt, die zur Sichtbarkeit von schwarzen deutschen Künstlerinnen und Künstlern in Deutschland beiträgt. Ihnen ist in der Ausstellung – gemeinsam mit der Band Bro’Sis – ein Jugendzimmer mit Postern, Bettwäsche und weiteren Merchandisingartikeln gewidmet. Als die Alben der No Angels aus den Jahren 2001 bis 2003 Ende November 2020 wiederveröffentlicht wurden, entstand ein neuer Hype um die Band und ihre Songs. Die Tageszeitung bescheinigte den No Angels daraufhin auch zwanzig Jahre nach Gründung kulturelle Relevanz. Das Popkulturmagazin Corso von Deutschlandfunk beschreibt mit „vom Guilty Pleasure zum Pleasure“ die ernstzunehmende Bedeutung der Band in der deutschen Musiklandschaft im Jahr 2021, das Modemagazin Elle bezeichnet die Band im Jahr 2022 als „Pop-Ikonen“. Im Oktober 2021 wurden die No Angels beim Preis für Popkultur mit dem Lifetime Achievement Award für ihr Lebenswerk ausgezeichnet.
Aufgrund ihres Erfolgs als meistverkaufte deutsche Girlgroup aller Zeiten gelten die No Angels heute als popkulturelles Phänomen und als Trendsetterinnen, die die Modetrends der 2000er Jahre mitprägten, sowie als Vorreiterinnen für deutsche Girlgroups der 2000er Jahre und Gewinner deutscher Castingshows. Zahlreiche deutsche Musiker, Künstler und Personen des öffentlichen Lebens bezeichnen sich als Fans der No Angels und beschreiben sie teilweise auch als Vorbilder, darunter Mousse T., Stefanie Heinzmann, Janine Pink, Cale Kalay, Lea, Lichtblick, Sarah Lombardi, Prince Damien, Riccardo Simonetti, Christoph Watrin, Sarah von Neuburg, Laura Wontorra, Tarik Tesfu, Guido Maria Kretschmer, Ramon Roselly, Joelina Drews, Ulf Sommer, Peter Plate, Jochen Schropp, Aminata Belli, Sarah Zucker, Klaas Heufer-Umlauf, Leoniden, Bill Kaulitz, Daniela Katzenberger, Torsten Sträter, Bushido, Alligatoah und Anna Netrebko.

### Musik und Texte
Die Musik der No Angels ist der Popmusik zuzuordnen. Die fünf Studioalben spiegeln jeweils den Zeitgeist wider und dokumentieren die – von Album zu Album unterschiedlich intensiv betriebene – Weiterentwicklung der Band. Je nach Album und dem vorherrschenden Musiktrend wurde mit verschiedenen Genres experimentiert. Das erste Album Elle’ments war beeinflusst vom Europop; auf Now … Us! experimentierten die No Angels verstärkt mit Rhythm and Blues und Latin-Pop; Pure kombiniert Popmusik mit Soul; Destiny beinhaltete vermehrt Elemente des Poprock und setzt dabei auch auf den Einsatz von Klavier und Streichern. Auf den beiden letztgenannten Studioalben, die dem Adult Pop zuzurechnen sind, überwiegen Midtemposongs, z. B. A Reason, Make a Change, Angel of Mine und Forever Yours. Auf ihrem fünften Studioalbum Welcome To The Dance entwickelten sich die No Angels musikalisch in Richtung Dance. Die Band machte zudem Ausflüge in das Genre des Swing auf ihrem Livealbum When The Angels Swing und trat wiederholt mit reduziertem Sound im Rahmen von Akustikkonzerten auf.
Typisch für die No Angels ist ihr eigener Sound, der sich durch eine paritätische Verteilung der Gesangsparts, betonte Refrains und ausgefeilte, zum Teil chorische Harmoniegesänge sowie geschickte Aneinander- oder Parallelreihungen der Einzelstimmen auszeichnet.
Lyrisch bedienen die No Angels vorrangig das Thema Liebe in ihren vielfältigen Facetten sowie die angrenzenden Themen wie Zusammenhalt, Hoffnung und Vertrauen. Ebenfalls wird das Thema um Empowerment, Akzeptanz und Toleranz mit der zugrundeliegenden Botschaft über Selbstliebe und das Vertrauen in sich selbst in den Songs angesprochen, z. B. in den Songs Something About Us, Rivers of Joy und A New Day. Freundschaft thematisiert die Band z. B. in den Songs We Keep the Spirit Alive und Goodbye to Yesterday. Während der Band Anfang der 2000er Jahre teilweise vorgeworfen wurde, durch ihre Bearbeitung des Themas Liebe stereotypisierende Geschlechterbilder zu reproduzieren, wie beispielsweise in Still in Love With You, änderte sich dies spätestens seit ihrem Studioalbum Welcome To The Dance. Das Album zeichnet lyrisch das Bild der selbstbestimmten, starken und durchaus auch sexuell aufreizenden Frau, die Kontrolle über ihr Leben besitzt und für sich und ihre individuelle Selbstdarstellung einsteht, z. B. in den Liedern Too Old, Shut Your Mouth und Down Boy. Auf dem Album wird ebenfalls ein, passend zum Konzept des Albums, hedonistischer Lebensstil thematisiert, wie beispielsweise in den Songs Dance-Aholic, Welcome To The Dance und in der Single One Life als Hymne auf das Leben.

### Zielgruppe
Die klassische Zielgruppe der No Angels waren zunächst Kinder und Jugendliche, die in den fünf Bandmitgliedern identitätsstiftende Vorbilder fanden, denen sie nacheifern konnten. Als sich die No Angels im Laufe ihres Bestehens zunehmend erwachsener und reifer präsentierten und mit ihren Veröffentlichungen unterschiedliche Stilrichtungen bedienten, z. B. Einflüsse der Genres Rock, Soul und Rhythm and Blues auf den Alben Pure und Destiny, Dance auf dem Album Welcome To The Dance und Swing auf dem Live-Album When the Angels Swing, sprachen sie eine breitere Zielgruppe an, die Kinder und Jugendliche sowie Menschen im jungen und im mittleren Erwachsenenalter umfasste. Seit ihrem Comeback im Jahre 2007 sprechen die No Angels bewusst junge Erwachsene als Kernzielgruppe an. Bandmitglied Wahls spricht rückblickend von Fans aus allen Altersgruppen zwischen sechs und 60 Jahren. Auch der Fanclub der No Angels zählte Mitglieder aller Altersstufen.
Die No Angels genießen hohes Ansehen in der LGBTQIA*-Community. Zurückzuführen ist dies u. a. darauf, dass Diakovska selbst Teil der Community ist, sie im Videoclip zu Still in Love with You (Celebration Version) mit einer Frau in innigen Szenen zu sehen ist; Benaissa und Diakovska sich aktiv gegen die Stigmatisierung und Diskriminierung von Menschen mit HIV einsetzen und sich die No Angels als Botschafter für Kampagnen gegen Homophobie engagieren sowie als Vertreterinnen für Deutschland beim in der Community beliebten Eurovision Song Contest auftraten. Ebenfalls bedeutend waren die No Angels als multiethnische und diverse Popgruppe bei Teenagern mit Migrationsgeschichte in den 2000er Jahren, da die Bandmitglieder zur Sichtbarkeit von People of Color und Minderheiten in Kunst, Kultur und Medien beitrugen. Die No Angels repräsentieren Diversität in weiteren Facetten. So beschreibt beispielsweise das Magazin magazin.hiv der Deutschen Aidshilfe, dass die No Angels auch ein „breites Spektrum an Weiblichkeit“ vertreten, da ein Mitglied lesbisch, ein Mitglied HIV-positiv und zwei Mitglieder alleinerziehend seien. Ihre Diversität machten die No Angels jedoch nie bewusst zum Thema, sondern wurde von ihnen als Normalität gelebt.

## Weitere Tätigkeiten

### Werbeaktivitäten und Merchandising
Werbeaktivitäten
Ihr hoher Bekanntheitsgrad und die breite Zielgruppe, die die No Angels ansprachen, verhalf der Band zu zahlreichen Werbeverträgen. Beispielsweise machten die No Angels im Jahr 2001 Werbung für Modeaccessoires von KiK. Im Jahr 2002 startete die Band eine Kooperation mit QS, einer Tochterfirma von S.Oliver, unter dem Motto Fashion for Stargirls. Durch die Ausstattung der Band bei öffentlichen Auftritten wurde QS erfolgreich als Marke etabliert. Ebenfalls 2002 bewarb Langnese in einer TV- und Kino-Kampagne mit dem von den No Angels aufgenommenen Song Like Ice In The Sunshine. Ab Januar 2003 warb Vittel mit den No Angels. Gillette bewarb ab Frühjahr 2003 in einem Werbespot einen Rasierer mit dem Song Venus der Band und in einer Printkampagne wurde das Produkt mit Fotos der Bandmitglieder beworben. Zusätzlich wurde der Rasierer im Handel mit einer Mini-CD mit den Songs Venus und No Angel (It’s All in Your Mind) verkauft. Lego startete im Sommer 2003 für die eigene Marke Clikits eine TV- und Print-Kampagne mit den No Angels. Für die Veröffentlichung ihres Studioalbums Pure kooperierten die No Angels im gleichen Jahr mit dem Mobilfunkanbieter E-Plus. Auf der Website von E-Plus gab es u. a. Klingeltöne und Wallpaper für Handys, und Neuigkeiten der No Angels konnten als SMS abonniert werden. Ebenfalls 2003 gab es im Happy Meal von McDonald’s ein Mini-Radio der No Angels mit ihrer Single Someday. In 2009 wurden die No Angels als Werbepartner von Rewe engagiert und nahmen dafür den Song A Little Better Everyday auf, bevor die Kampagne aufgrund des Skandals rund um Bandmitglied Benaissa abgesagt wurde. Seit November 2020 nutzt BMG die No Angels als vorrangige Testimonials zur Bewerbung des gesamten Songkatalogs von Cheyenne Records, der ehemaligen Plattenfirma sämtlicher Gewinnerbands aus der Castingshow Popstars.
Merchandising
Seit Gründung umfasste die Vermarktung der No Angels nicht lediglich die Musikproduktion und Werbeaktivitäten, sondern auch Merchandising. Neben üblichen Artikeln – u. a. T-Shirts, Longsleeves, Pullover, Bettwäsche, Badehandtücher, Baumwolldecken, Kissen, Rucksäcke, Umhängetaschen, Portemonnaies, Aufkleber, Armbanduhren, Lanyards, Postkarten, Poster, Puzzle, Tassen, Schlüsselanhänger, Handytaschen, Gürteltaschen und Handycover mit den No Angels oder dem Logo der No Angels; Jahreskalender mit Bildern der No Angels; Bücher über die Erfolgsgeschichte der No Angels und Songbooks mit den Texten der Songs der Band – wurde auch der Magix No Angels Music & Video Maker; ein No Angels Beauty Magazin; eine Pflegeserie mit Parfüm, Deodorant, Shower Gel und Body Lotion von LR Health & Beauty Systems sowie Sonnenbrillen aus der No Angels Eye Wear-Kollektion angeboten. Seit 2020 werden Merchandisingprodukte im Modestil der 2000er Jahre angeboten, z. B. Choker und Kleidung mit Batikelementen.
Insgesamt, so wird geschätzt, erwirtschafteten die No Angels zwischen den Jahren 2000 und 2010 einen Umsatz von 50 Millionen Euro.

### Podcast
Zum 20-jährigen Jubiläum der No Angels startete die Band im Mai 2021 den achtteiligen Podcast 20 – Der No Angels Podcast, in dem die Gründungsmitglieder Benaissa, Diakovska, Mölling und Wahls gemeinsam auf die Geschichte der Band vom Casting im Jahr 2000 bis zur Wiedervereinigung im Jahr 2021 zurückblicken. Neben den vier Mitgliedern der No Angels kommen u. a. auch zu Wort Mousse T., Peter Lanz, Giulia Becker, Simone Angel und Cale Kalay. Produziert wurde der Podcast von Andolin Sonnen; die Redaktion übernahm Jens Thiele; als Sprecherin fungierte Ivy Haase. Der Podcast ist exklusiv über die Plattform AudioNow zu hören und war bei Erscheinen regelmäßig in den Rubriken Charts und 24h-Trend zu finden. Im Frühjahr 2022 wurde der Podcast in der Kategorie Lifestyle beim Deutschen Podcast Preis nominiert.

#### Episodenliste
1. Plötzlich Popstars! (14. Mai 2021, 01:13:58)
2. Daylight – Die No Angels bekommen Flügel (21. Mai 2021, 01:03:29)
3. Something About Us – Stolz & Vorurteile (28. Mai 2021, 59:33)
4. Someday – Schmerzlicher Abschied (4. Juni 2021, 01:02:54)
5. Destiny – Die Schicksalsgemeinschaft kehrt zurück (11. Juni 2021, 49:33)
6. Disappear – Drei Minuten beim ESC (18. Juni 2021, 39:20)
7. One Life – Die große Stille (25. Juni 2021, 37:21)
8. A New Day – 20 Jahre und ein neuer Tag (2. Juli 2021, 01:25:27)

### Soziales Engagement
Im Jahr 2001 waren die No Angels Botschafterinnen für den Wettbewerb Mission: possible – kämpft für die Umwelt vom Bundesumweltministerium, in dem Ideen zum Klimaschutz, effizienter Energienutzung und Ressourcenschonung gesucht wurden. Im selben Jahr wurde bei der Wohltätigkeitsgala Tribute to Bambi ein Abendessen mit den No Angels auf eBay für über 10.000 Euro versteigert. Der Erlös kam der Hilfsorganisation Off-Road-Kids zugute. Im Jahr 2003 waren die No Angels Teil des Musikprojektes TV Allstars. Die Erlöse der Plattenverkäufe gingen an die SOS-Kinderdörfer. Im Jahr 2007 beteiligten sich die No Angels an einer PETA-Kampagne gegen das Pelztragen. Im gleichen Jahr reisten sie für die Welthungerhilfe nach Burkina Faso. Im Jahr 2009 unterstützte die Band als Botschafterinnen den Lesben- und Schwulenverband Berlin-Brandenburg.

## Zeitleiste: Bandmitglieder
| Mitglied | Mitglied       | Mitglied  | Mitglied  | '00                                | '01                                | '02                                | '03                                | '04                                | '05                                | '06                                | '07                                | '08                                | '09                                | '10                                | '11                                | '12                                | '13                                | '14                                | '15                                | '16                                | '17                                | '18                                | '19                                | '20                                | '21                                | '22                                | '23                                | '24                                | '25                                |           |
| -------- | -------------- | --------- | --------- | ---------------------------------- | ---------------------------------- | ---------------------------------- | ---------------------------------- | ---------------------------------- | ---------------------------------- | ---------------------------------- | ---------------------------------- | ---------------------------------- | ---------------------------------- | ---------------------------------- | ---------------------------------- | ---------------------------------- | ---------------------------------- | ---------------------------------- | ---------------------------------- | ---------------------------------- | ---------------------------------- | ---------------------------------- | ---------------------------------- | ---------------------------------- | ---------------------------------- | ---------------------------------- | ---------------------------------- | ---------------------------------- | ---------------------------------- | --------- |
|          | Vanessa Petruo | 2000–2004 | 2000–2004 | 2000–2004                          | 2000–2004                          | 2000–2004                          | 2000–2004                          |                                    |                                    |                                    |                                    |                                    |                                    |                                    |                                    |                                    |                                    |                                    |                                    |                                    |                                    |                                    |                                    |                                    |                                    |                                    |                                    |                                    |                                    |           |
|          | Nadja Benaissa | 2000–2010 | 2000–2010 | 2000–2010                          | 2000–2010                          | 2000–2010                          | 2000–2010                          | 2000–2010                          | 2000–2010                          | 2000–2010                          | 2000–2010                          | 2000–2010                          | 2000–2010                          | 2000–2010                          |                                    |                                    |                                    |                                    |                                    |                                    |                                    |                                    |                                    |                                    | seit 2021                          | seit 2021                          | seit 2021                          | seit 2021                          | seit 2021                          | seit 2021 |
|          | Lucy Diakovska | seit 2000 | seit 2000 | seit 2000                          | seit 2000                          | seit 2000                          | seit 2000                          | seit 2000                          | seit 2000                          | seit 2000                          | seit 2000                          | seit 2000                          | seit 2000                          | seit 2000                          | seit 2000                          | seit 2000                          | seit 2000                          | seit 2000                          | seit 2000                          | seit 2000                          | seit 2000                          | seit 2000                          | seit 2000                          | seit 2000                          | seit 2000                          | seit 2000                          | seit 2000                          | seit 2000                          | seit 2000                          | seit 2000 |
|          | Sandy Mölling  | seit 2000 | seit 2000 | seit 2000                          | seit 2000                          | seit 2000                          | seit 2000                          | seit 2000                          | seit 2000                          | seit 2000                          | seit 2000                          | seit 2000                          | seit 2000                          | seit 2000                          | seit 2000                          | seit 2000                          | seit 2000                          | seit 2000                          | seit 2000                          | seit 2000                          | seit 2000                          | seit 2000                          | seit 2000                          | seit 2000                          | seit 2000                          | seit 2000                          | seit 2000                          | seit 2000                          | seit 2000                          | seit 2000 |
|          | Jessica Wahls  | 2000–2002 | 2000–2002 | 2000–2002                          | 2000–2002                          | 2000–2002                          |                                    | seit 2004                          | seit 2004                          | seit 2004                          | seit 2004                          | seit 2004                          | seit 2004                          | seit 2004                          | seit 2004                          | seit 2004                          | seit 2004                          | seit 2004                          | seit 2004                          | seit 2004                          | seit 2004                          | seit 2004                          | seit 2004                          | seit 2004                          | seit 2004                          | seit 2004                          | seit 2004                          | seit 2004                          | seit 2004                          | seit 2004 |
| Info     | Info           | Info      | Info      | Bandpause 2004–2007, und 2014–2021 | Bandpause 2004–2007, und 2014–2021 | Bandpause 2004–2007, und 2014–2021 | Bandpause 2004–2007, und 2014–2021 | Bandpause 2004–2007, und 2014–2021 | Bandpause 2004–2007, und 2014–2021 | Bandpause 2004–2007, und 2014–2021 | Bandpause 2004–2007, und 2014–2021 | Bandpause 2004–2007, und 2014–2021 | Bandpause 2004–2007, und 2014–2021 | Bandpause 2004–2007, und 2014–2021 | Bandpause 2004–2007, und 2014–2021 | Bandpause 2004–2007, und 2014–2021 | Bandpause 2004–2007, und 2014–2021 | Bandpause 2004–2007, und 2014–2021 | Bandpause 2004–2007, und 2014–2021 | Bandpause 2004–2007, und 2014–2021 | Bandpause 2004–2007, und 2014–2021 | Bandpause 2004–2007, und 2014–2021 | Bandpause 2004–2007, und 2014–2021 | Bandpause 2004–2007, und 2014–2021 | Bandpause 2004–2007, und 2014–2021 | Bandpause 2004–2007, und 2014–2021 | Bandpause 2004–2007, und 2014–2021 | Bandpause 2004–2007, und 2014–2021 | Bandpause 2004–2007, und 2014–2021 |           |

## Diskografie
Studioalben

| Jahr | Titel Musiklabel                            | Höchstplatzierung, Gesamtwochen, AuszeichnungChartplatzierungen (Jahr, Titel, Musiklabel, Platzierungen, Wochen, Auszeichnungen, Anmerkungen) | Höchstplatzierung, Gesamtwochen, AuszeichnungChartplatzierungen (Jahr, Titel, Musiklabel, Platzierungen, Wochen, Auszeichnungen, Anmerkungen) | Höchstplatzierung, Gesamtwochen, AuszeichnungChartplatzierungen (Jahr, Titel, Musiklabel, Platzierungen, Wochen, Auszeichnungen, Anmerkungen) | Höchstplatzierung, Gesamtwochen, AuszeichnungChartplatzierungen (Jahr, Titel, Musiklabel, Platzierungen, Wochen, Auszeichnungen, Anmerkungen) | Anmerkungen                                               |
| Jahr | Titel Musiklabel                            | DE | AT | CH | UK | Anmerkungen                                               |
| ---- | ------------------------------------------- | --- | --- | --- | --- | --------------------------------------------------------- |
| 2001 | Elle’ments Cheyenne Records • Polydor (UMG) | DE1 ×7Siebenfachgold · (74 Wo.)DE | AT1 Platin · (48 Wo.)AT | CH1 Platin · (44 Wo.)CH | — | Erstveröffentlichung: 12. März 2001 Verkäufe: + 1.130.000 |
| 2002 | Now … Us! Cheyenne Records • Polydor (UMG)  | DE1 ×2Doppelplatin · (33 Wo.)DE | AT2 Gold · (20 Wo.)AT | CH4 Gold · (17 Wo.)CH | — | Erstveröffentlichung: 24. Juni 2002 Verkäufe: + 800.000   |
| 2003 | Pure Cheyenne Records • Polydor (UMG)       | DE1 Gold · (16 Wo.)DE | AT2 (12 Wo.)AT | CH9 (9 Wo.)CH | — | Erstveröffentlichung: 25. August 2003 Verkäufe: + 100.000 |
| 2007 | Destiny Polydor (UMG)                       | DE4 (9 Wo.)DE | AT14 (3 Wo.)AT | CH22 (4 Wo.)CH | — | Erstveröffentlichung: 13. April 2007 Verkäufe: + 30.000   |
| 2009 | Welcome to the Dance Polydor (UMG)          | DE26 (2 Wo.)DE | AT65 (1 Wo.)AT | CH95 (1 Wo.)CH | — | Erstveröffentlichung: 11. September 2009                  |
| 2021 | 20 BMG Rights Management (WMG)              | DE1 (9 Wo.)DE | AT2 (2 Wo.)AT | CH6 (3 Wo.)CH | — | Erstveröffentlichung: 4. Juni 2021                        |

## Tourneen
| Jahr        | Name                                                             | Anzahl Konzerte |
| Headliner   | Headliner                                                        | Headliner       |
| ----------- | ---------------------------------------------------------------- | --------------- |
| 2001        | Rivers of Joy Tour – 19. Oktober bis 10. Dezember 2001           | 29              |
| 2002        | Four Seasons Tour – 7. November bis 3. Dezember 2002             | 19              |
| 2010        | An Intimate Evening with... No Angels – 17. Mai bis 22. Mai 2010 | 5               |
| 2022        | Celebration Tour – 23. September bis 8. Oktober 2022             | 9               |
| Support-Act |                                                                  |                 |
| 2001        | DJ Bobo – Planet Colors Tour – April und Mai 2001                | 7               |
| 2001        | Westlife – Where Dreams Come True Tour – Mai 2001                | 5               |

## Auszeichnungen
- 1Live Krone
  - 2001: in der Kategorie „Bester Newcomer“
  - 2002: in der Kategorie „Beste Band“
  - 2003: in der Kategorie „Beste Single“ (No Angel (It’s All in Your Mind))
- AOL Award
  - 2007: in der Kategorie „Stars of the Night 2007“
- Bambi
  - 2001: in der Kategorie „Pop National“
- Bayerischer Musiklöwe
  - 2007: in der Kategorie „Bestes Comeback“[210]
- Bravo Otto
  - 2002: „Gold“ in der Kategorie „Superband Pop“
  - 2003: „Gold“ in der Kategorie „Superband Pop“
  - 2004: „Silber“ in der Kategorie „Superband Pop“
- Comet
  - 2001: in der Kategorie „Best Act National“
  - 2002: in der Kategorie „Zuschauer-Comet VIVA“
  - 2003: in der Kategorie „Band National“
- Echo Pop
  - 2002: in der Kategorie „Nationale Gruppe Rock/Pop“
  - 2002: in der Kategorie „Nationale Rock/Pop Single“ (Daylight in Your Eyes)
  - 2003: in der Kategorie „Nationaler Musik-Videoclip“ (Something About Us)
- Goldene Kamera
  - 2003: in der Kategorie „Pop National“
- Maxim
  - 2003: in der Kategorie „Woman of the Year“
- NRJ Music Award
  - 2003: in der Kategorie „Best German Song“ (Something About Us)
- Preis für Popkultur
  - 2021: in der Kategorie „Lifetime-Achievement“[211]
- Radio Regenbogen Award
  - 2002: in der Kategorie „Aufsteiger 2001“
- Szenepreis
  - 2009: in der Kategorie „Bester Song National“ (Disappear)[212]
  - 2010: in der Kategorie „Bester Song National“ (One Life)[213]
- Top-of-the-Pops-Award
  - 2001: in der Kategorie „Top Single Germany“ (There Must Be an Angel)
- World Music Award
  - 2002: in der Kategorie „Best-Selling German Act“